# Mikrosphäre

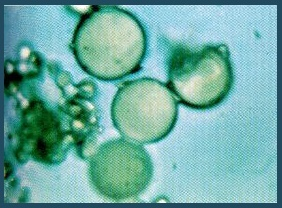
Mikrosphären

Mikrosphären, Protein-Protozellen oder behüllte Koazervate sind kleine, kugelförmige Molekülaggregate, die von einigen Wissenschaftlern als bedeutender Entwicklungsschritt während der Entwicklung des Lebens angesehen werden.
1953 demonstrierten Stanley Miller und Harold Clayton Urey im sogenannten Miller-Urey-Experiment, dass viele einfache Biomoleküle unter Laborbedingungen, die der Erde vor der Evolution des Lebens nachempfunden waren, spontan aus Vorstufen dieser Verbindungen (Biomoleküle) entstehen konnten. Von besonderem Interesse war die beträchtliche Ausbeute an Aminosäuren, da Aminosäuren die Grundsteine der Proteine sind. 
1957 demonstrierte Sidney W. Fox, dass Aminosäuren bei gleichzeitiger Erwärmung dazu gebracht werden konnten, sich miteinander zu verbinden, also zu polymerisieren. Diese Proteinoide formten kugelförmige Hohlkörper. Es bildeten sich durch Selbstaggregation membranartige Hüllen um die Koazervate, und es entstanden Mikrosphären (Koazervate mit Hülle). Unter geeigneten Bedingungen bilden Mikrosphären neue Mikrosphären auf ihrer Oberfläche. Obwohl sie in ihrem Erscheinungsbild Zellen ähneln, sind sie keine lebenden Systeme, da sie sich nicht exakt reproduzieren können und kein genetisches Material enthalten und weitergeben können. Jedoch waren sie wahrscheinlich für die Entwicklung des Lebens insofern bedeutend, als sie ein membranumschlossenes Volumen zur Verfügung stellten, das sich evtl. über Hyperzyklen in Vorformen einer Zelle entwickeln konnte.